# Tommaso da Modena
Tommaso Barisini llamado Tommaso da Modena (Módena, hacia 1325/1326- antes del 16 de julio de 1379) fue un pintor y miniaturista italiano de mediados del siglo XIV, perteneciente a la pintura gótica, dentro de un estilo bizantino.

## Biografía
Su padre, Barisino dei Barisini, también era pintor. Pocas son las noticias sobre su actividad juvenil, a la que pertenecen algunos frescos en la catedral de Módena y dos notables tablillas en Modena, en la Galería Estense y en Bolonia en la pinacoteca. Se cree que se formó en Bolonia; allí recibió el naturalismo de la escuela local, pero no fue influido por las experiencias más originales como el expresionismo de Vitale da Bologna. Estimaba a la escuela sienesa de pintura, en particular a Simone Martini. Su taller estuvo en Módena, pero recibió encargos de toda Italia septentrional: Mantua, Trento y Treviso.
Destaca su obra en esta última localidad. Se realizó en varias etapas; en una primera fase (1352) realizó los 40 retratos de dominicos en la Sala capitular del Convento de San Nicolás; posteriores son los frescos sobre las pilastras de la antigua iglesia, como San Jerónimo o Santa Inés. Sobre todo en la serie de los Retratos de los dominicos demostró una pintura realísticamente concreta, que no encuentra paralelo en artistas contemporáneos. A diferencia, de hecho, de los complejos motivos alegóricos usados por ejemplo para un encargo similar por Andrea Bonaiuti en el Cappellone degli Spagnoli en Santa Maria Novella de Florencia, Tommaso retrata a cuarenta miembros ilustres de la orden, cada uno sentado en su escaño, en posea realista y muy expresivamene caracterizados, lo que hace pensar que se había servido de modelos, quizá los propios hermanos del convento. En los frescos están representados hombres jóvenes y menos jóvenes, cada uno ocupado en una acción distinta con gestos elocuentes y peculiares. El realismo llega a tal punto de representar alguno enfermo, otro con la barba sin afeitar. Todo ello demuestra su capacidad de observación, tanto de las personas como de las cosas.

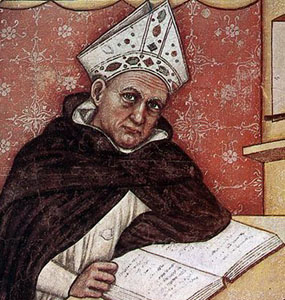
San Alberto Magno O.P, pintado por Tommaso da Modena en 1352.

También trabajó para la corte del emperador Carlos IV en Praga. En 1355 Tommaso pintó tablillas para la mujer del emperador Carlos IV, para testimoniar la altísima fama de la cual gozaba, obras que actualmente se encuentran en el castillo de Karlstein: un Ecce Homo y una Virgen María. 

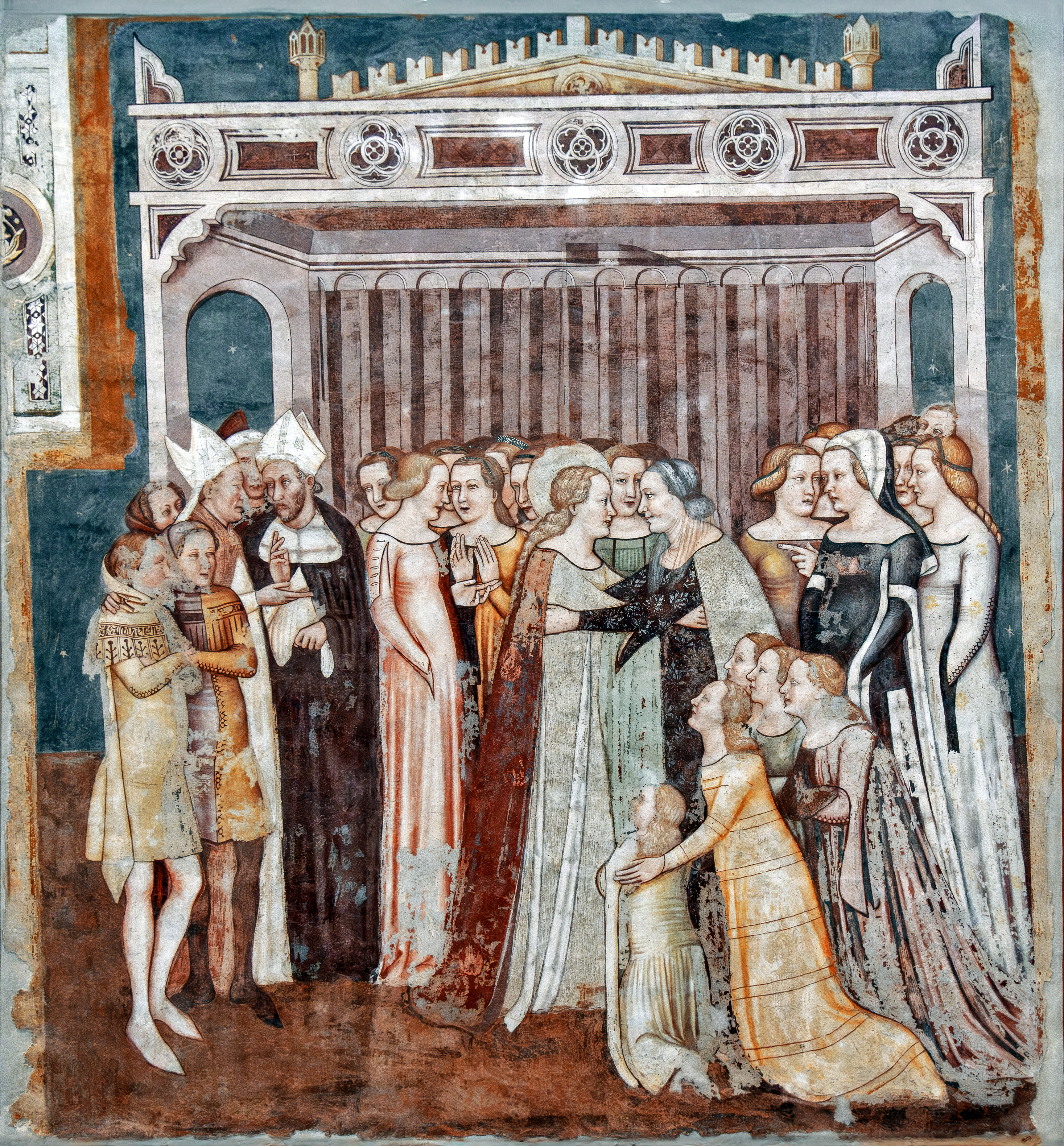
Despedida de Santa Úrsula (detalle), h. 1355-1358, del ciclo del coro en la iglesia de los eremitas agustinos de Santa Margherita, fresco, 233,5 x 220 cm (dimensiones totales), Treviso, Museo Cívico, obra de Tommaso da Modena

La mejor vena narrativa de Tommaso viene expresada también en las Historias de Santa Úrsula en la iglesia de Santa Margarita (Treviso), de 1360-66. Relatan la leyenda de Úrsula, hija de un rey bretón. La forma es vivaz e inmediata, la mímica variada y eficaz, la variedad de los personajes y de los trajes es amplísima.
Otras obras se conservan en Baltimore, Treviso, Verona y Módena. Una Santa Catalina se encuentra en la Accademia de Venecia. 
Sus lecciones fueron uno de los estímulos más incisivos en la formación de Altichiero. Su hijo Bonifacio también fue pintor.

## Galería

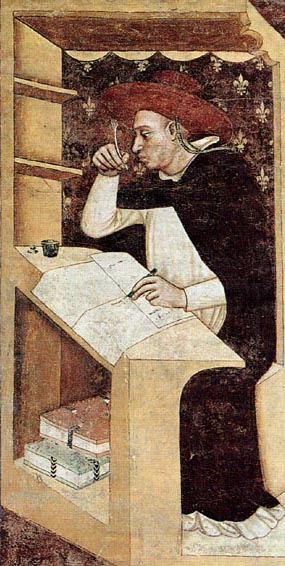
Hugo de Billon
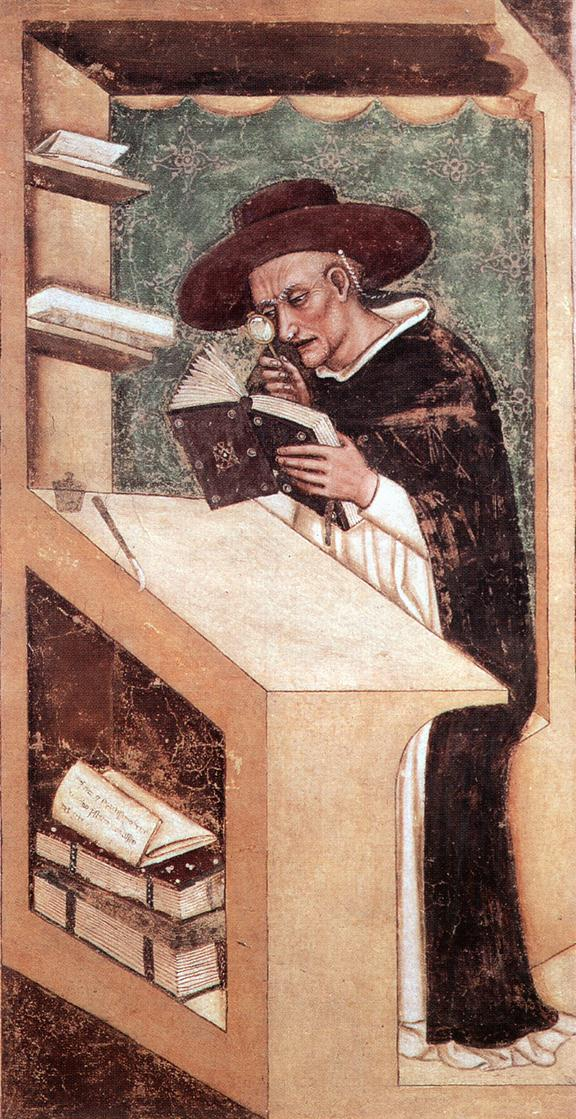
Nicolas de Rouen
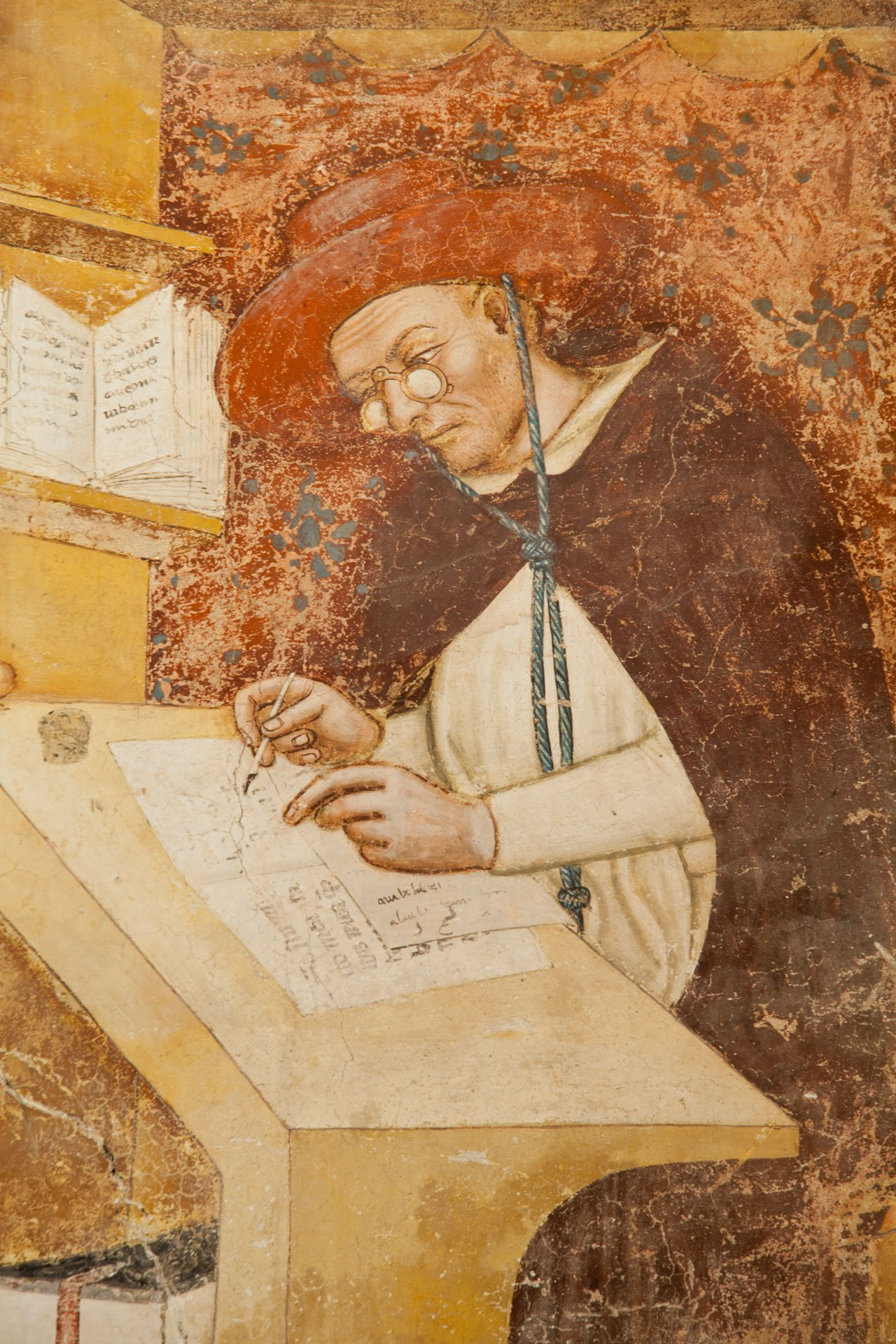
Hugo de Saint-Cher